# Псевдообважнення
Псевдообважнення (рос. псевдоутяжеление, англ. pseudoloading, pseudoweighting; нім. Pseudobeschwerung f) — явище переходу тонкоподрібнених частинок збагачуваного матеріалу до завислого стану у повітряному або водному середовищі, яке набуває окремих властивостей, притаманних важким суспензіям (підвищення виштовхувальної сили). Використовується як чинник, що сприяє гравітаційному розділенню некласифікованого матеріалу у відсаджувальних машинах, пневматичних сепараторах і т.ін.